# Benjamin Mountfort

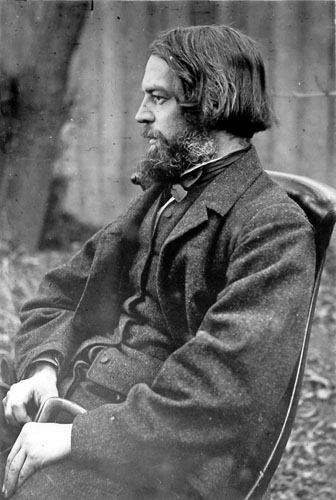
Benjamin Mountfort um 1875

Benjamin Woolfield Mountfort (* 13. März 1825 in Birmingham, England; † 15. März 1898 in Avonside, Neuseeland) war ein englischer Emigrant in Neuseeland, der dort zu einem der bedeutendsten Architekten des 19. Jahrhunderts avancierte. Er war maßgeblich an der Umgestaltung der Stadt Christchurch beteiligt. Außerdem wurde er zum ersten offiziellen Architekten der Provinz Canterbury ernannt. Da er stark vom Anglo-Katholizismus und von der frühen viktorianischen Architektur beeinflusst war, brachte er den neugotischen Stil nach Neuseeland. Sein gotischer Baustil aus Holz und Stein ist in dieser Provinz einzigartig. Heute wird er als der bedeutendste Architekt der Provinz Canterbury betrachtet.

## Frühes Leben
Mountfort wurde in Birmingham, einer Industriestadt in den Midlands Englands, als Sohn des Parfumeurs Thomas Mountfort und seiner Frau Susanna (geborene Woolfield) geboren. Als Jugendlicher zog er nach London, wo er Architektur bei dem anglo-katholischen Architekten Richard Cromwell Carpenter studierte, dessen Bevorzugung des gotischen Stils Mountfort sein Leben lang beeinflusste. Nach dem Studium arbeitete er in London als Architekt, bis er 1850 mit seiner Frau Emily Elizabeth Newman, die er 1849 heiratete, nach Canterbury in Neuseeland emigrierte. Er reiste mit der Charlotte-Jane, einem der berühmten „first four ships“. Die Namen der ersten Siedler, bekannt als „The Pilgrims“, sind auf den Marmorplatten vor dem Cathedral Square in Christchurch, den Mountfort mitgestaltete, eingraviert.